# Dalibor (keresztnév)
A Dalibor szláv eredetű cseh, lengyel férfinév, elemeinek jelentése: távol+harc, mai értelmezés szerint: távol legyen a harc.

## Gyakorisága
Az 1990-es években szórványos név, a 2000-es években nem szerepel a 100 leggyakoribb férfinév között.

## Névnapok
- július 25.[2]

## Híres Daliborok
- Kozojedi Dalibor cseh lovag
- Dalibor Čutura szerb kézilabdázó
- Dalibor Jedlička cseh operaénekes (bariton)